# Operation Tigerfish

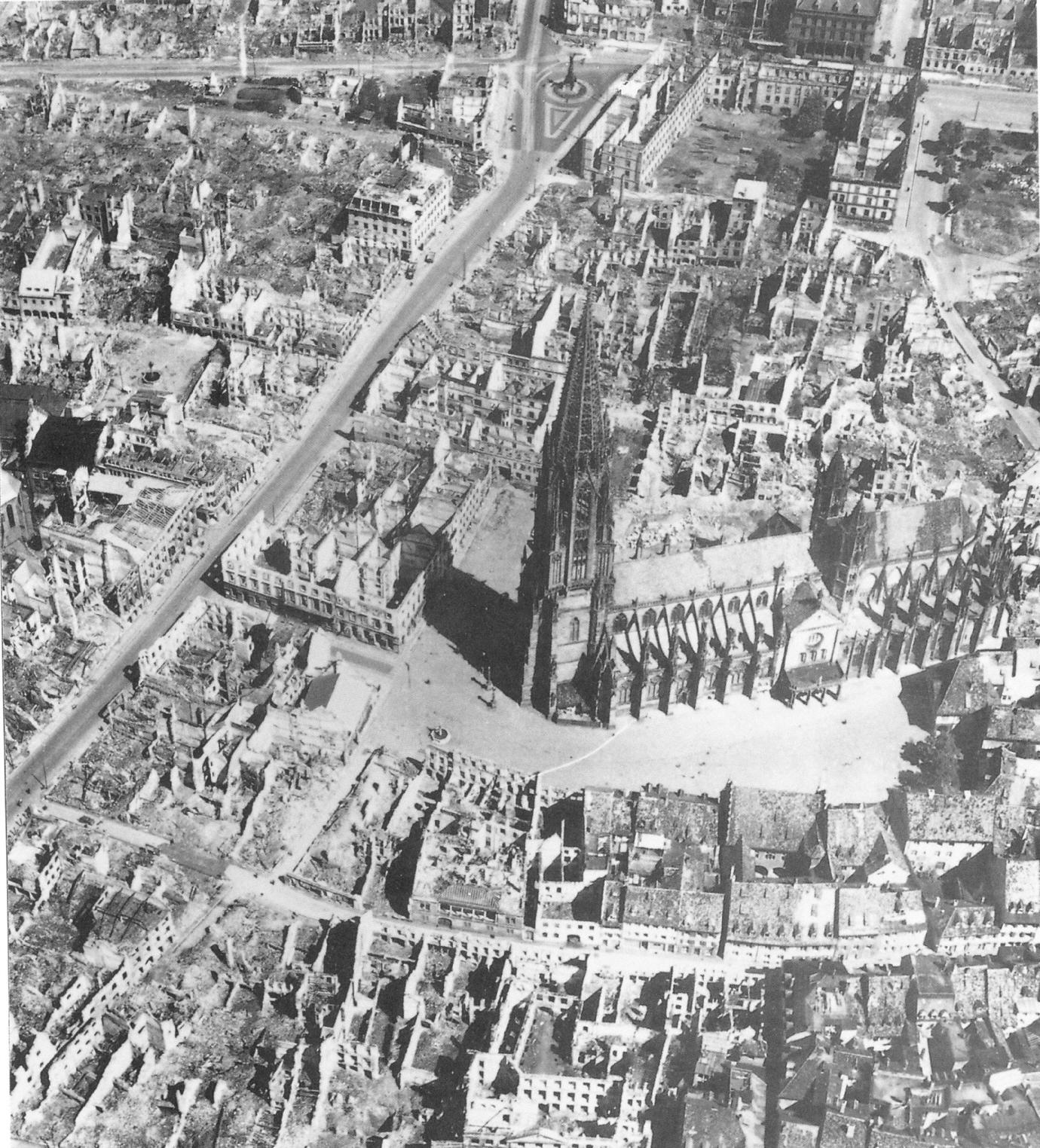
Die Innenstadt nach dem Angriff (Sommer 1945 oder später)

Operation Tigerfish war im Zweiten Weltkrieg der militärische Codename für den mit Abstand schwersten Luftangriff der Royal Air Force am Abend des 27. November 1944 auf Freiburg im Breisgau, dem rund 2800 Menschen zum Opfer fielen. Die Bezeichnung Tigerfish (englisch für den Tigersalmler und ähnliche Fische) geht auf Air Vice Marshal Robert Saundby zurück, der als begeisterter Angler alle für Flächenbombardements geeigneten deutschen Städte mit einem Fish code versehen hatte. Saundby war Stellvertreter von Air Chief Marshal Arthur Harris, dem Kommandeur des RAF Bomber Command.

## Vorgeschichte
Lange Zeit hegte man in Freiburg die Hoffnung, keinen Großangriff erleiden zu müssen. Das Reichsluftfahrtministerium hatte 1935 Freiburg nur als Luftschutzort 2. Ordnung eingestuft. Damit musste die Stadt durch den Bau von Schutzräumen und -bunkern ohne finanzielle Mittel des Reiches für einen ausreichenden Schutz der Bevölkerung sorgen. Selbst als verstärkt Luftangriffe auf nahegelegene Städte erfolgten, blieb die Hoffnung bestehen, im Bombenkrieg verschont zu bleiben, denn Freiburg stand in den Ziellisten der Alliierten nur an untergeordneter Stelle.
Im Herbst 1943 warfen die Alliierten in Norddeutschland Flugblätter ab, wonach Obdachlose aus dem Reichsgebiet in der Stadt willkommen seien. Ziel war es, eine Flüchtlingsbewegung nach Südbaden auszulösen. Die Propagandaaktion blieb ohne Folgen.

### Angriffe
| Datum des Angriffes | Uhrzeit/Beginn    | Anzahl abgeworfener Bomben | Opfer | Anmerkung                                                   |
| ------------------- | ----------------- | -------------------------- | ----- | ----------------------------------------------------------- |
| 10. Mai 1940        | 16.00 – 16.40 Uhr | 69                         | 57    | irrtümlicher deutscher Angriff                              |
| 3. Oktober 1943     | 0.30 – 0.40 Uhr   | 6                          | 12    | britischer Angriff                                          |
| 7. Oktober 1943     | 23.35 – 23.40 Uhr | 7                          | 2     | britischer Angriff                                          |
| 9. September 1944   | 12.00 Uhr         | -                          | -     | amerikanischer Tieffliegerangriff nur mit Bordwaffeneinsatz |
| 10. September 1944  | 13.55 Uhr         | -                          | -     | amerikanischer Tieffliegerangriff nur mit Bordwaffeneinsatz |
| 12. September 1944  | 16.45 Uhr         | 2                          | -     | Angriff auf die Höllentalbahn                               |
| 29. September 1944  | 16.10 Uhr         | -                          | 3     | Angriff auf Sonderzug im Mooswald, nur Bordwaffeneinsatz    |
| 7. Oktober 1944     | 7.50 Uhr          | -                          | -     | amerikanischer Angriff nur mit Bordwaffeneinsatz            |
| 8. Oktober 1944     | 11.42 Uhr         | -                          | -     | nur Bordwaffeneinsatz                                       |
| 3. November 1944    | 13.38 – 13.43 Uhr | -                          | 16    | amerikanischer Angriff auf Flugplatz und Güterbahnhof       |
| 4. November 1944    | 15.30 Uhr         | 21                         | -     | Angriff mit Sprengbomben                                    |
| 21. November 1944   | 15.12 Uhr         | 15                         | 1     | amerikanischer Angriff auf Haslach                          |
| 27. November 1944   | 19.58 – 20.21 Uhr | 14525                      | 2797  | britischer Angriff                                          |
| 2. Dezember 1944    | 14.20 – 14.30 Uhr | 34                         | 21    | amerikanischer Angriff v. a. auf die Oberau                 |
| 3. Dezember 1944    | 12.28 – 12.35 Uhr | 49                         | 1–10  | britischer Angriff                                          |
| 17. Dezember 1944   | 12.00 – 12.30 Uhr | 74                         | 13    | zwei britische Angriffe                                     |
| 22. Dezember 1944   | 15.00 – 15.30 Uhr | 5                          | -     | amerikanischer Angriff                                      |
| 25. Dezember 1944   | 10.12 – 10.13 Uhr | -                          | 1     | Bahnhof Littenweiler, nur Bordwaffeneinsatz                 |
| 29. Dezember 1944   | 15.35 – 15.40 Uhr | 13                         | -     | Treffer Güterbahnlinie                                      |
| 30. Dezember 1944   | 9.57 – 14.10 Uhr  | 47                         | 1     | Bomben und Bordwaffeneinsatz                                |
| 1. Januar 1945      | 14.02 Uhr         | 32                         | 1     | britischer Angriff                                          |
| 4. Januar 1945      | 13.35 Uhr         | 10                         | -     | Bombardierung Hauptbahnlinie                                |
| 15. Januar 1945     | 12.20 – 12.40 Uhr | 59                         | 3     | amerikanischer Angriff                                      |
| 28. Januar 1945     | -                 | -                          | -     | amerikanischer Angriff mit Bordwaffeneinsatz                |
| 29. Januar 1945     | -                 | -                          | -     | amerikanischer Angriff mit Bordwaffeneinsatz                |
| 1. Februar 1945     | -                 | -                          | -     | amerikanischer Angriff mit Bordwaffeneinsatz                |
| 8. Februar 1945     | 12.15 – 16.40 Uhr | 248                        | 71    | mehrere Angriffe                                            |
| 10. Februar 1945    | 17.00 – 17.25 Uhr | 44                         | 8     | amerikanischer Angriff auf Wiehre und Unterstadt            |
| 13. Februar 1945    | 14.45 Uhr         | 1                          | -     | amerikanischer Angriff auf den Güterbahnhof                 |
| 16. Februar 1945    | -                 | -                          | -     | amerikanischer Jagdbomberangriff                            |
| 18. Februar 1945    | 14.35 – 14.40 Uhr | 18                         | 1     | Treffer in Betzenhausen                                     |
| 21. Februar 1945    | 16.11 Uhr         | 7                          | -     | amerikanischer Angriff auf Brücken                          |
| 22. Februar 1945    | 9.32 – 10.05 Uhr  | 36                         | 22    | amerikanischer Angriff                                      |
| 23. Februar 1945    | -                 | -                          | -     | Treffer v. a. in Zähringen                                  |
| 24. Februar 1945    | 18.06 Uhr         | 20                         | 6     | Treffer v. a. in Zähringen                                  |
| 25. Februar 1945    | 11.05 – 17.07 Uhr | 1024                       | 12    | mehrere amerikanische Angriffe                              |
| 26. Februar 1945    | 11.01 – 12.27 Uhr | 79                         | -     | mehrere amerikanische Angriffe                              |
| 26. Februar 1945    | 16.12 – 16.48 Uhr | -                          | -     | mehrere amerikanische Angriffe                              |
| 27. Februar 1945    | -                 | -                          | -     | mehrere amerikanische Angriffe                              |
| 28. Februar 1945    | 23.00 – 23.10 Uhr | 1861                       | 16    | amerikanischer Angriff                                      |
| 1. März 1945        | 22.30 Uhr         | -                          | -     | amerikanischer Angriff                                      |
| 4. März 1945        | 13.09 – 13.24 Uhr | 53                         | 7     | Jagdbomberangriff, betroffen Wiehre                         |
| 13. März 1945       | 14.05 Uhr         | 24                         | -     | Angriff auf Gleisanlagen                                    |
| 13. März 1945       | 17.15 Uhr         | -                          | -     | Angriff auf St. Georgen                                     |
| 16. März 1945       | 20.30 – 20.51 Uhr | 1801                       | -     | britischer Angriff auf Trümmergebiete und Oberau            |
| 16. April 1945      | -                 | -                          | -     | letzter Angriff mit Ziel Hauptbahnhof und Stühlinger        |

Nachdem Freiburg am 10. Mai 1940 irrtümlich von Flugzeugen der deutschen Luftwaffe bombardiert worden war, wobei 57 Menschen getötet wurden, blieb die Stadt bis Oktober 1943 von feindlichen Angriffen verschont.
Ab 3. Oktober 1943 gab es dann erste leichte Bombardements, ebenso am 7. Oktober 1943, als Flugzeuge der United States Army Air Forces (USAAF; 1st Bombardment Division der 8th Air Force) Bahnanlagen der Stadt bombardierten.
Am 1. April 1944 flogen die USAAF einen Angriff auf Ludwigshafen. Die Flugzeuge drehten aber ab, um das geplante Ausweichziel Freiburg zu bombardieren; stattdessen griffen sie jedoch irrtümlich die schweizerische Stadt Schaffhausen an.
Am 3. November 1944 waren der Güterbahnhof ▼ sowie der Flugplatz Freiburgs ▼ das Ziel von 16 Bombern der 9th Air Force. Am 21. November 1944 erfolgte ein weiterer Angriff.

### Luftschutzbauwerke
Als wirksamster Schutz gegen die Wucht der alliierten Luftangriffe hatten sich betonierte Hochbunker und ausgebaute Felsenstollen bewährt. Ein Runderlass Hitlers und Görings vom 31. Mai 1941 ordnete den verstärkten Ausbau von Hochbunkern bzw. Flaktürmen an. Freiburg besaß jedoch weder die baulichen Möglichkeiten, noch die finanziellen Mittel zur Umsetzung des Erlasses. Es gab keine staatlich gebauten Bunker, lediglich Luftschutzstollen existierten bzw. befanden sich im Ausbau. Die vorhandenen Stollen boten im Jahr 1943 für 3630 der 110.000 damaligen Einwohner der Stadt Platz. Im Ausbau befanden sich Bauwerke für weitere 3000 Personen, von denen allein 1500 in der Grube Schönberg in St. Georgen Schutz finden sollten. Anfang September 1944 gab es Stollenplätze für 4600 Personen. In weiteren teilweise fertiggestellten Stollen sollten insgesamt 8100 Personen Schutz finden. Der Großteil dieser Stollenplätze befand sich in der Schlossbergstraße sowie an der Südseite des Schlossbergs, wo man an der Kartäuserstraße begonnen hatte, Platz für 1600 Personen zu schaffen. Auch wenn die Belegung im Ernstfall hätte erhöht werden können, lagen diese Zahlen weit unter dem Bedarf, was der Lage in anderen Städten des Reichs entsprach. „Einfache“ Luftschutzräume, die vom Reich bzw. von der Stadt eingerichtet worden waren, boten zudem Schutz für weitere 4200 bis 4700 Personen.
Weiteren Schutz sollten Schutz- und Deckungsgräben aus Beton bieten. Deren Bau wurde mit Mitteln unterstützt, die Freiburg durch seine Aufnahme in das Luftschutz-Führerprogramm (Ausweitung) im Frühjahr 1943 vom Reich beanspruchen konnte. Begonnen wurde mit dem Ausheben solcher Gräben bei den Parkanlagen am Hauptbahnhof sowie in der Innenstadt. Im Oktober 1943 waren von insgesamt zwölf geplanten Deckungsgräben aus Beton nur einer beim Zähringer Hof vollendet. Da in Freiburg nur unregelmäßig Einheiten von Wehrmacht und Reichsarbeitsdienst für Baumaßnahmen zur Verfügung standen, schlug der Freiburger Bürgermeister Franz Kerber vor, die Bevölkerung zum Bau heranzuziehen.
Nach einem in der Zeitschrift Der Alemanne am 10. Juni 1944 veröffentlichten Erlass des Freiburger Polizeipräsidenten, der gleichzeitig örtlicher Luftschutzleiter war, sollten „in erster Linie“ Mütter und Kinder Zugang zu diesen Luftschutzbauwerken erhalten. Männern zwischen 16 und 70 Jahren, die nicht krank oder gebrechlich waren, war die Benutzung untersagt. Soweit der Raum ausreichte, war bei einem Fliegerangriff allen Straßenpassanten, auch Männern, der Zutritt gestattet.
Nach Plänen basierend auf Erfahrungen im Zusammenhang mit alliierten Flächenbombardements anderer Großstädte ordnete das Freiburger Hochbauamt im Februar 1944 dringend zusätzliche Durchbrüche von Brandmauern in Kellergeschossen sowie die zügige Untertunnelung von Hofeinfahrten und einzelnen Straßenabschnitten der Altstadt an. Die Mauerdurchbrüche in den Kellern sollten als Notausgänge aus den unterirdischen Luftschutzräumen dienen. Die Mauerdurchbrüche hatte Oberbürgermeister Kerber bereits im Oktober 1943 forciert, nachdem er mit seinen Kollegen aus anderen Städten die Auswirkungen der Luftangriffe auf Mannheim diskutiert hatte. Hierbei ging es besonders um die etwa 34.000 Einwohner der Altstadt. Die neuen Kellerdurchbrüche waren zudem bereits im August 1943 durch das Stellvertretende Generalkommando V. Armeekorps (Wehrkreiskommando V) in Stuttgart befohlen worden. Eine unterirdische Verbindung zwischen Nord- und Südseite der Rathausgasse sollte den freien Ausgang zum Rotteckplatz gewährleisten. Die Stadt beauftragte im Frühjahr 1944 das Bauunternehmen Brenzinger & Cie., die entsprechenden Untertunnelungen auszuführen.

### Brandlöschwesen
Während es in norddeutschen Städten im Wesentlichen Berufsfeuerwehren gab, bestand in Freiburg, wie auch größtenteils im Rest von Süddeutschland, lediglich eine Freiwillige Feuerwehr. 1938 wurden aus den Berufsfeuerwehren Feuerschutzpolizeieinheiten. In Freiburg gab es als Luftschutzort II. Ordnung keinen Zwang zur Schaffung einer Feuerschutzpolizei. So verblieb der Brandschutz zunächst in den Händen dieser Freiwilligen Feuerwehr. Diese war mit ihren 156 Mann Teil des Sicherheits- und Hilfsdienstes (SHD), der im Alarmfall aus insgesamt 555 Mann bestand und zu dem außerdem Sanitätsdienst, Instandsetzungsdienst, Entgiftungsdienst, Veterinärdienst, Melderdienst und Kraftfahrer gehörten.
Ab dem 4. August 1941 erfolgten in Freiburg Einberufungen für einen kasernierten Sicherheits- und Hilfsdienst von ungefähr 600 Mann, wie er für Luftschutzorte I. Ordnung vorgeschrieben war. Dies ermöglichte ein Erlass des Arbeitsstabs Luftschutz beim Oberbefehlshaber der Luftwaffe vom 30. Juni 1941. Nach einem weiteren Erlass Görings und Himmlers erfolgte die Überführung hauptamtlicher SHD-Beschäftigter als Luftschutzpolizei in die Polizeireserve, was in Freiburg 234 einsatzfähigen Kräften entsprach. Mit Vereidigung der ersten Volkssturmeinheiten aus Freiburger Männern am 12. und 26. November 1944, besaß die für die Instandsetzungsarbeiten zuständige Technische Nothilfe im Ernstfall keinen freien Zugriff mehr auf den Großteil ihrer Freiwilligen. Auch in anderen Städten war durch die permanente Anforderung von Personal für Wehrmacht und Kriegsindustrie kein ausreichendes Luftschutzpersonal verfügbar.
Nicht zuletzt deshalb wurde die Bevölkerung aktiv in den Luftschutz eingebunden. Spätestens der Feuersturm von Hamburg im Sommer 1943 hatte gezeigt, dass sich derartige Flächenbrände nicht mit einer Feuerpatsche löschen ließen. Dieses aktiv in der NS-Propaganda beworbene Hilfsmittel war höchstens gegen Stabbrandbomben geeignet, die 1940/1941 vereinzelt abgeworfen worden waren. Im Sommer 1941 veranstaltete der Reichsluftschutzbund mehrere Schauvorführungen zur Bekämpfung von britischen Stabbrandbomben mit der Luftschutzhandspritze und verteilte dabei Gratissand zum Löschen an die Bevölkerung. In einigen Städten, die bereits Großangriffe erlitten hatten, hatte sich die Bevölkerung nicht getraut, Brände aus Phosphorbomben zu löschen, da sie – laut Propaganda – unsicher über einen möglichen Erfolg gewesen war. So fanden im Frühjahr 1944 auch in Freiburg Löschvorführungen statt, in denen der Bevölkerung vermittelt werden sollte, wie sie mit Volksgasmaske und Wasser bzw. Sand gegen solche Brände vorgehen konnte. Ueberschär sieht in den Aufnahmen der Vorführungen jedoch eher „propagandistische Beruhigung“ anstatt „wahrheitsgetreuer Unterrichtung der Zivilbevölkerung“ über die Folgen eines entsprechenden Angriffs.

## Ziel
In der Stadt gab es kaum kriegswichtige Industriebetriebe. Der Bomber's Baedeker listete 1944 die Mez AG, die Deutsche Acetate Kunstseiden A.G. „Rhodiaceta“ und die Hellige & Co. sowie die Gaswerke Freiburgs als Ziele der Kategorie 3 auf. Lediglich der Eisenbahnknotenpunkt erscheint in der Kategorie 2. Rein militärische Ziele waren nicht erwähnt.
Freiburg geriet verstärkt in den Blick der alliierten Bomberkommandos, als sich die Front vom Westen der Reichsgrenze näherte. Durch die verkehrsgünstige Lage an der Rheintalbahn und der Bahnstrecke über Breisach ins Elsass spielte Freiburg eine zusehends wichtige Rolle für Truppenverschiebungen. Die Alliierten nahmen ab 1943 an, dass es der Wehrmacht möglich sei, innerhalb von 12 bis 14 Tagen sieben Divisionen von der Ost- an die Westfront zu verschieben. Deshalb befahl General Eisenhower am 22. November 1944 Eisenbahn- und Verkehrsknotenpunkte aus der Luft anzugreifen. Nach einem Tagesangriff der Amerikaner auf Offenburg sollten die Engländer am folgenden Tag Freiburg bombardieren. Weil die „Transportverbindungen an geschlossene Ortschaften angrenzten“, wurde Freiburg entsprechend der Area Bombing Directive als besonders geeignet für ein Flächenbombardement angesehen, mit dem eine großflächige Zerstörung von Wohngebieten angestrebt wurde. Dies belegt nicht zuletzt auch der Einsatzbefehl, der als Ziel die Zerstörung der Stadt und der angrenzenden Bahnanlagen vorsah.

## Angriff

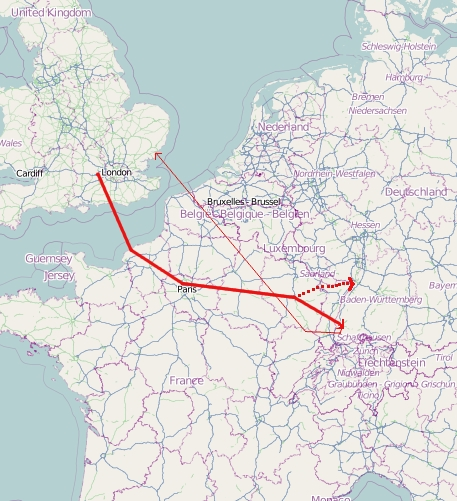
Anflug- und Rückflugroute sowie Scheinangriff auf Mannheim

Die Vorbereitung der Bombardierung am 27. November 1944 erfolgte durch 59 Mosquito-Bomber der No. 8 Pathfinder Group, die durch ein mobiles Oboe-System in Frankreich koordiniert wurden. Die Zielpunkte befanden sich nahe der Kreuzung Adolf-Hitler-Straße (heute: Habsburgerstraße)/Bernhardstraße sowie nahe der Albertstraße. Nach der Markierung des Zielgebietes mit roten Markierungen sollte laut Angriffsbefehl eine Markierung mit größeren Mengen roter und grüner Markierungen erfolgen. Die Markierung und Bombardierung wurde durch einen sogenannten Master Bomber koordiniert. Für den Fall, dass dieser nicht mehr für die Bomberpiloten hörbar gewesen wäre, sah der Einsatzbefehl eine Priorisierung der Abwürfe vor: zuerst Abwürfe auf rote, dann auf rote und grüne, dann auf grüne und letztlich auf gelbe Markierungen.
Zwischen 19:58 Uhr und 20:18 Uhr erfolgte die Bombardierung Freiburgs durch 292 Lancaster-Bomber der No. 1 Bomber Group, welche 3.002 Spreng- (1.457 t) und 11.523 Brandbomben und Markierungsbomben (266 t) abwarfen. Lediglich ein Lancaster-Bomber ging verloren. Die Ursache dafür konnte nicht abschließend geklärt werden.

## Folgen

### Verluste
Die Zahl der Todesopfer betrug 2797, verwundet wurden rund 9600 Menschen. Unter den Toten waren der Theologe Johann Baptist Knebel, der Künstler Hermann Gehri, der Prähistoriker Georg Kraft und die Astrologin Elsbeth Ebertin.
Nach der Bombardierung vom 27. November 1944 verließen zahlreiche Bürger die Stadt. Am 31. Dezember 1944 wurden nur noch 63.962 Menschen gezählt. Ende April 1945 hatte die Zahl der Einwohner mit 57.974 Bewohnern ihren Tiefpunkt erreicht. Erst Anfang 1950 stieg die Bevölkerungszahl Freiburgs wieder auf ihren ursprünglichen Wert.

### Zerstörungen

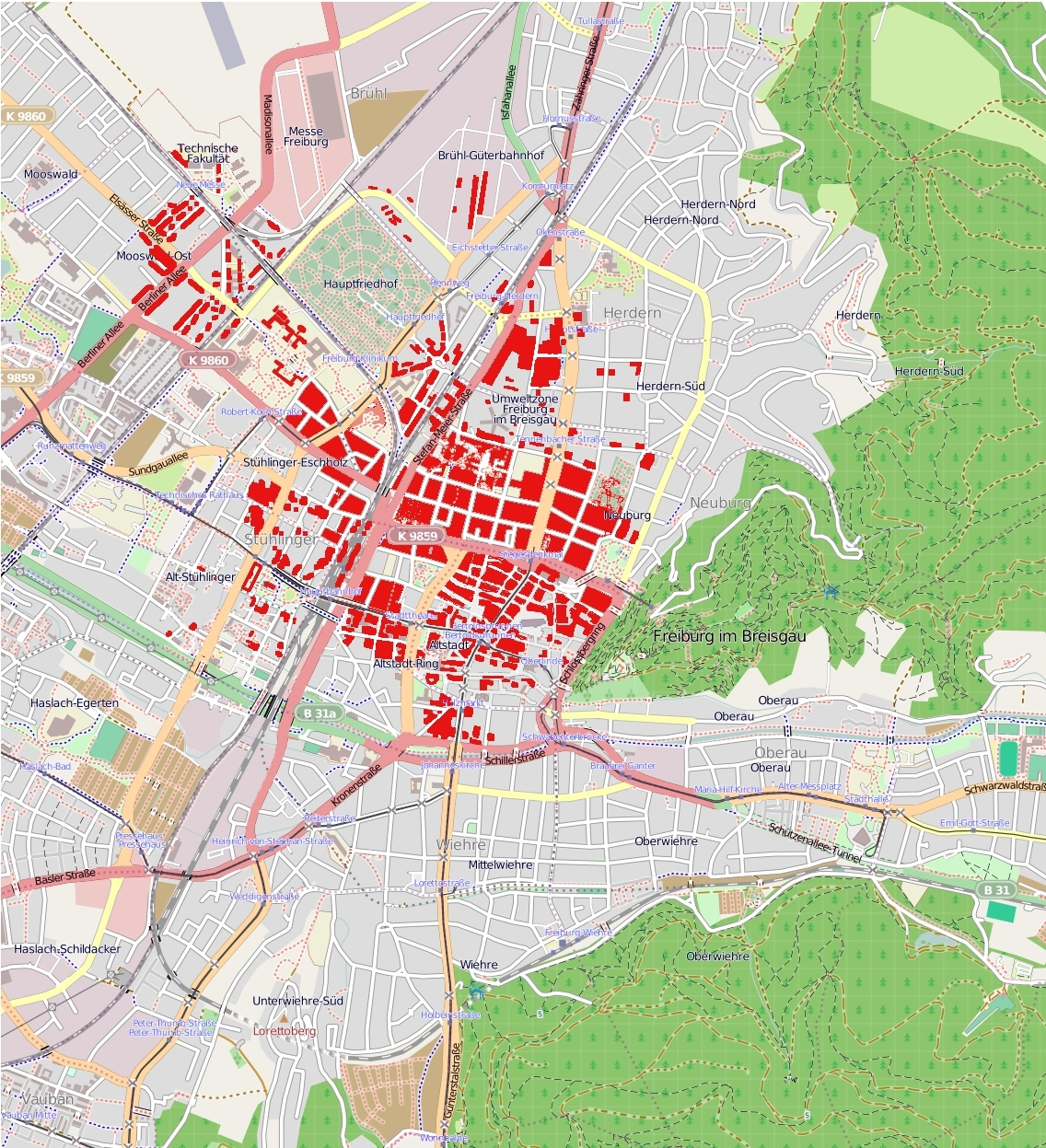
Schadenskarte des Angriffes am 27. November 1944

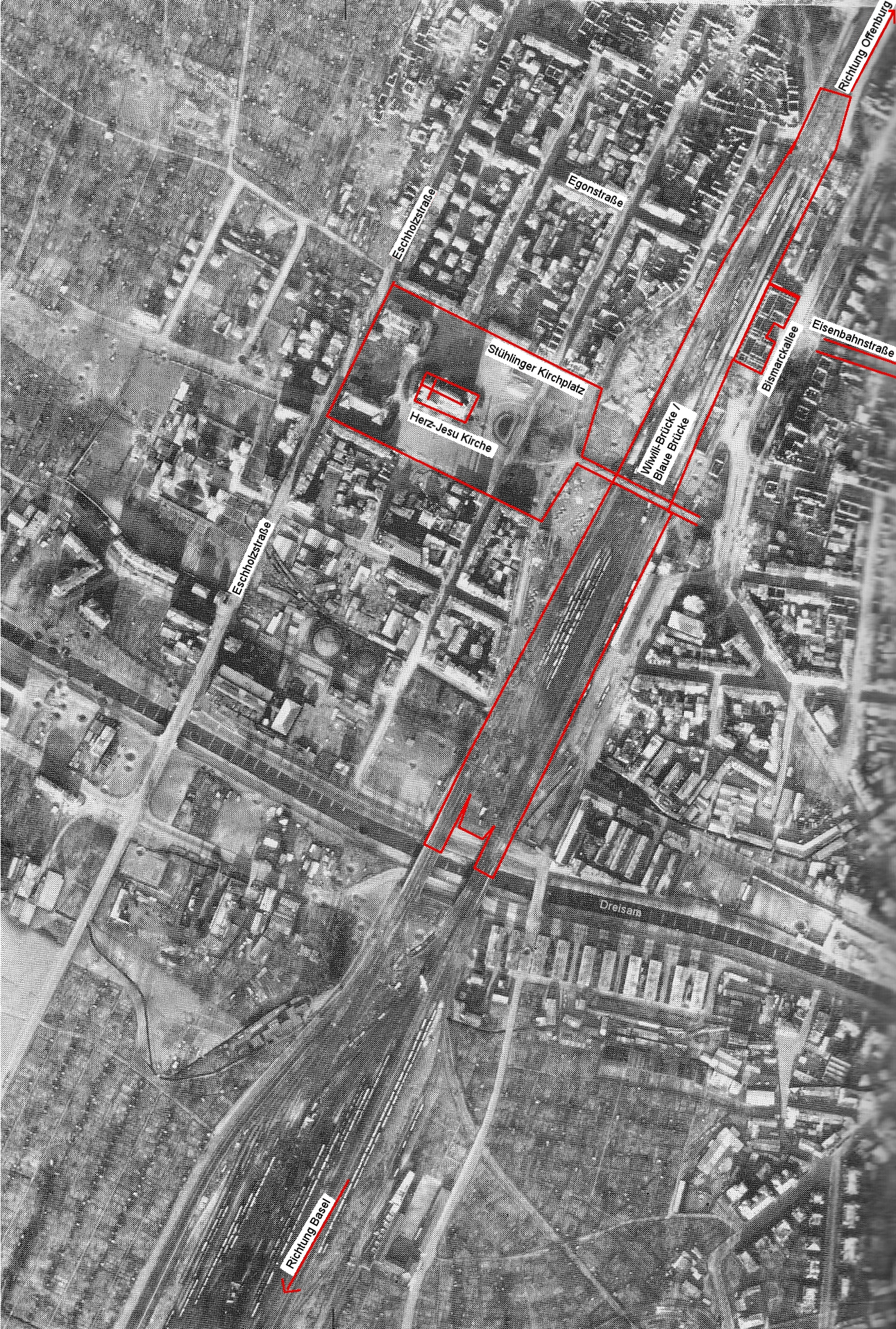
Luftaufnahme kurz nach dem Angriff mit Kommentaren zu Orientierung

Nahezu gänzlich zerstört wurden der historische Altstadtkern, die Stadtteile Neuburg, Betzenhausen und Mooswald sowie der nördliche Teil des Stühlingers. Insgesamt wurden rund 30 % aller Wohnungen zerstört oder schwer beschädigt. Ganze Industriebetriebe wie Hüttinger Elektronik, M. Welte & Söhne und die Gießereihalle von Grether & Cie. wurden zerstört.
Zahlreiche historische Bauwerke fielen dem Angriff zum Opfer, welche inzwischen fast alle wieder rekonstruiert wurden:
- Alte Ludwigskirche ▼ (13./19. Jh.; nicht wieder aufgebaut)
- Kirche St. Martin ▼ (14. Jh.)
- Kirche St. Konrad ▼ (erbaut 1929 von Brenzinger & Cie. unter Carl Anton Meckel, eine der ersten Kirchen aus Sichtbeton[42])
- Gerichtslaube ▼ (14. Jh.)
- Basler Hof ▼ (1494/96)
- Kornhaus ▼ (1498)
- Haus Zum Walfisch ▼ (1514/16; ausgebrannt, Fassade und Erker gerettet)
- Altes Rathaus ▼ (1557/59)
- Peterhof ▼ (1585/87)
- Universitätskirche ▼ (17. Jh.)
- St. Michaelskapelle ▼ (18. Jh.)
- Deutschordenskommende ▼ (1768/73)
- Sickingenpalais ▼ (1769/73)
- Karlskaserne ▼ (1773/76)
- Kunsthalle ▼ (erbaut 1915, 1948 bis 1953 nutzte das Jugendhilfswerk das provisorisch hergerichtete Erdgeschoss, danach abgerissen)
- Collegium Borromaeum ▼ (1823/26)
- Kultur- und Festhalle am Stadtgarten ▼ (erbaut 1854 unter Friedrich Eisenlohr, nicht wieder aufgebaut)[43]
- Stadttheater ▼ (1905/10)
- Hauptbahnhof ▼ inklusive Oberleitungs- und Gleisanlagen[44]
- Alter Bertoldsbrunnen ▼ (1806 von Franz Xaver Hauser; nicht wieder aufgebaut)
- Andlausches Haus ⊙ (1787, Wiederaufbau 2013–2020)[45][46]
- Hauptfriedhof ⊙[47]

Nur leicht beschädigt wurde das Wahrzeichen der Stadt, das Freiburger Münster ▼.

## Gedenken
An die Opfer des 27. November 1944 wird in Freiburg durch verschiedene Gedenkstellen und durch regelmäßige Gedenkveranstaltungen erinnert.

### Gedenkstellen

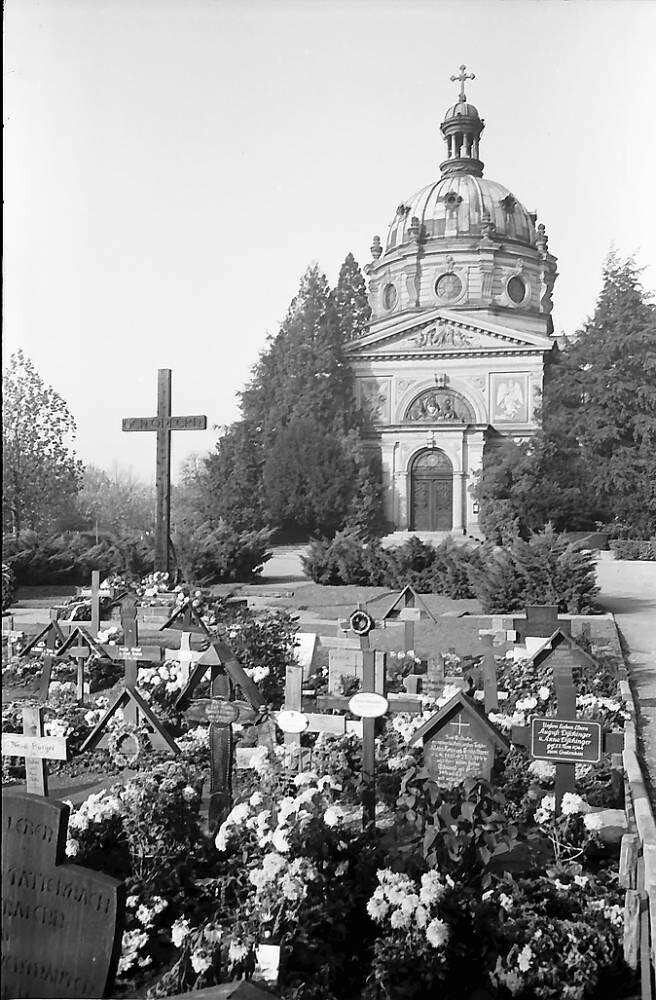
Gräber der Bombenopfer auf dem Freiburger Hauptfriedhof (1953)

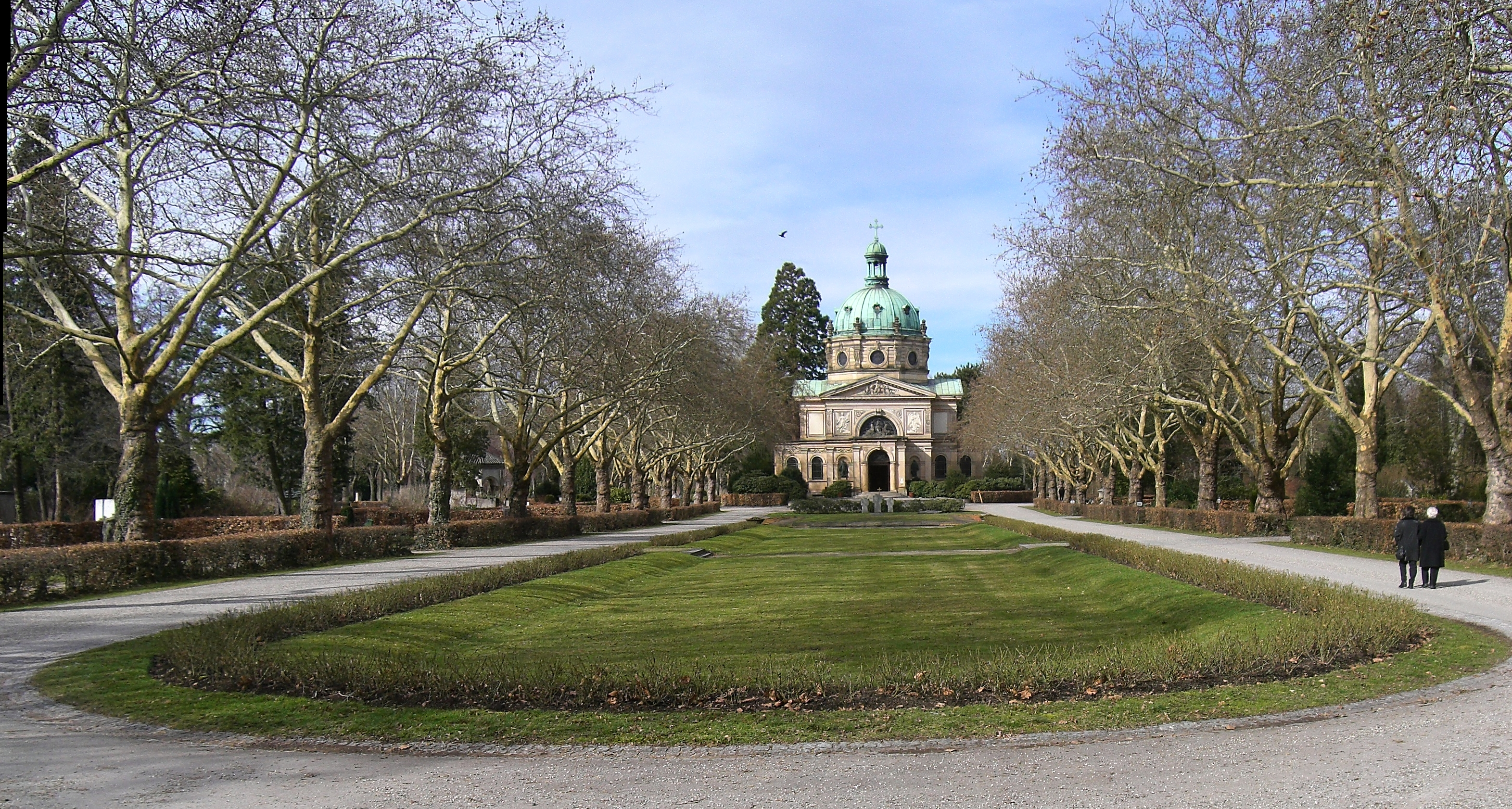
Grabanlage für die 1664 Opfer heute

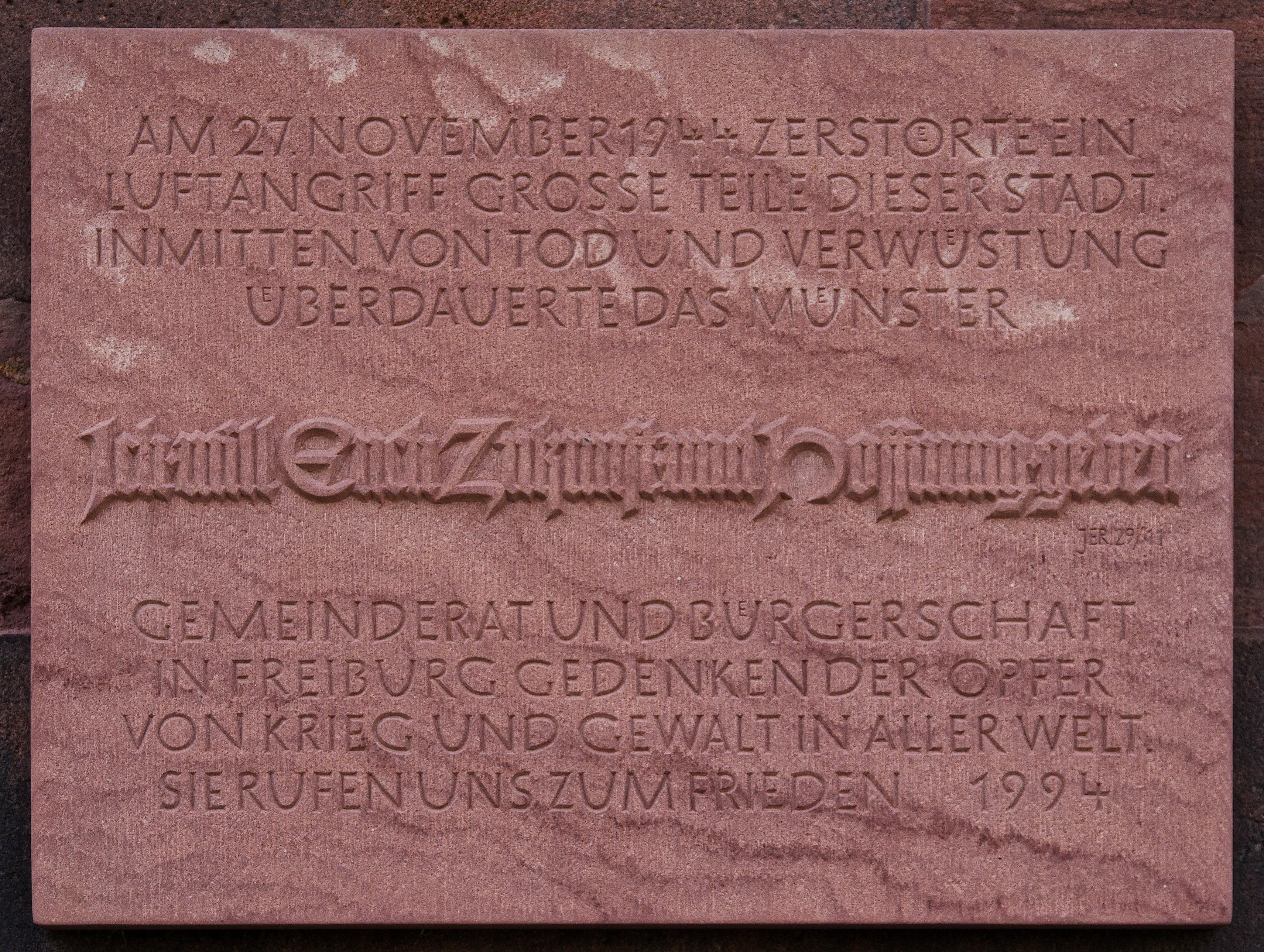
Gedenktafel am Westturm des Freiburger Münsters

- Grab- und Ehrenmal auf dem Freiburger Hauptfriedhof, welches Oberbürgermeister Josef Brandel am 27. November 1958 einweihte. Dort wurden 1664 Opfer des Bombenangriffes beerdigt. ▼
- Gedenkstelle für die Opfer des Krieges 1939–1945 am Hauptfriedhof: Neben der Einsegnungshalle des Hauptfriedhofes erinnert ein Kreuz mit einer Figur „Die Trauernde“ von Richard Engelmann an die Opfer der Bombenangriffe auf Freiburg während des Zweiten Weltkrieges. Nach langen Verhandlungen und Beratungen wurde das Kreuz am 18. Oktober 1951 eingeweiht. ▼
- Am Westturm des Eingangs zum Freiburger Münster wird mit einer Gedenktafel den Opfern des Angriffes gedacht und auf die geringe Beschädigung des Münsters durch den ansonsten verheerenden Bombenangriff hingewiesen. Im Jahr 1994 enthüllte Oberbürgermeister Rolf Böhme die Tafel anlässlich des fünfzigsten Jahrestages der Bombardierung Freiburgs. ▼
- In Anknüpfung an den Mythos, dass ein Erpel im Stadtpark vor dem Bombenangriff gewarnt habe, schuf Richard Bampi eine Erpel-Statue. Diese schenkte Oberbürgermeister Wolfgang Hoffmann den Freiburgerinnen und Freiburgern. Die Statue wurde am 27. November 1953 eingeweiht. ▼
- Ein Kruzifix in der Deutschordensstraße, das von 1963 bis 2016 an dieser Stelle stand, trägt die Inschrift: „Im Kriegsjahr 1944 bei dem großen Angriff wurde das Heiliggeiststift an der Gauchstraße zerstört und dieses Kreuz stark beschädigt. 1957 wurde das Heiliggeiststift an diesem Ort ▼ aufgebaut und das Kreuz 1963 hier aufgerichtet.“ Im Zuge des Neubaus wurde das Kreuz 2019 an die Karlstraße vor das neue Haus Heiliggeist versetzt.[49][50] ▼
- Am Torbogen des Haupteinganges der Universitätsklinik Freiburg hängt eine Tafel mit der Inschrift: „Zerstört durch Kriegseinwirkung 27. November 1944 wieder aufgebaut 1945–1953“ ▼
- Am Gebäude Lehener Straße 11 im Stadtteil Stühlinger hängt eine Gedenktafel, die an die Zerstörung der Firma M. Welte & Söhne erinnert. ▼
- Am Hauptpostgebäude in der Eisenbahnstraße hängt eine Tafel mit folgendem Text: „Hier stand 1272 das St.-Clarakloster. 1675 musste es der Stadtbefestigung weichen. Unter Heinrich von Stephan wurde 1878 das Postamt erbaut und im Bombenangriff am 27. November 1944 zerstört. 99 Angehörige des Post- und Fernmeldedienstes fanden dabei den Tod. Der Neubau wurde 1961 errichtet.“ Im Eingangsbereich des Treppenhauses des Gebäudes befindet sich innen zudem ein großes Relief mit den Namen der 99 Opfer. ▼
- Auf dem Platz der Alten Synagoge befand sich eine vom Verlag Herder gestiftete Gedenkstelle. Zwei liegende Steinplatten trugen die Inschrift: „Als Dank für die Bewahrung von Stadt und Münster am 27. November 1944 und im Gedenken an die Synagoge.“[51] Die Steintafeln wurden im Rahmen der Umgestaltung des Platzes 2016 entfernt.▼
- Vor dem Herderschen Verlagsgebäude, das zerstört wurde, wobei elf Angestellte ums Leben kamen, gibt es eine Gedenktafel mit folgender Inschrift: MARTIS CRUENTI VIM HORRIBILEM IGNEIS TELIS DESUPER EFFUSAM DIE 27. NOVEMBRIS MCMXLIV NUNTIAT HOC MONUMENTUM TERRIBILE (Übersetzung: Von des Kriegsgotts (Mars) blutiger Gewalt, der schreckliche Feuerbomben am Tag des 27. Novembers 1944 warf, kündet dieses schaurige Denkmal). ▼
- Nach der Grundsteinlegung am 15. November 1965 wurde der neue Bertoldsbrunnen am 27. November 1965 eingeweiht. Er trägt die Inschrift:„ 1965 errichtet an Stelle des 1944 zerstörten Bertoldsbrunnen von 1807.“ ▼
- Nur vom 10. Juli 1979 bis zum 7. August 1979 stand in der Kaiser-Joseph-Straße eine mehr als fünf Meter hohe Holzfigur des Künstlers Jürgen Goertz als Mahnmal zur Erinnerung an die Zerstörung Freiburgs.
- Auf dem Schlossbergsteg befinden sich mehrere Betonreliefs des Künstlers Emil Wachter aus dem Jahr 1979. Die Motive zeigen u. a. den Schriftzug Coventry, die Jahreszahl des Angriffes auf Freiburg, eine Hand über dem Freiburger Münster, sowie Abbildungen bombenabwerfender Flugzeuge und des brennenden Freiburgs.
- Auf dem Schlussstein des Münsterturms erinnert ein Text von Reinhold Schneider an die Zerstörung Freiburgs am 27. November 1944.▼[52]

### Gedenkveranstaltungen

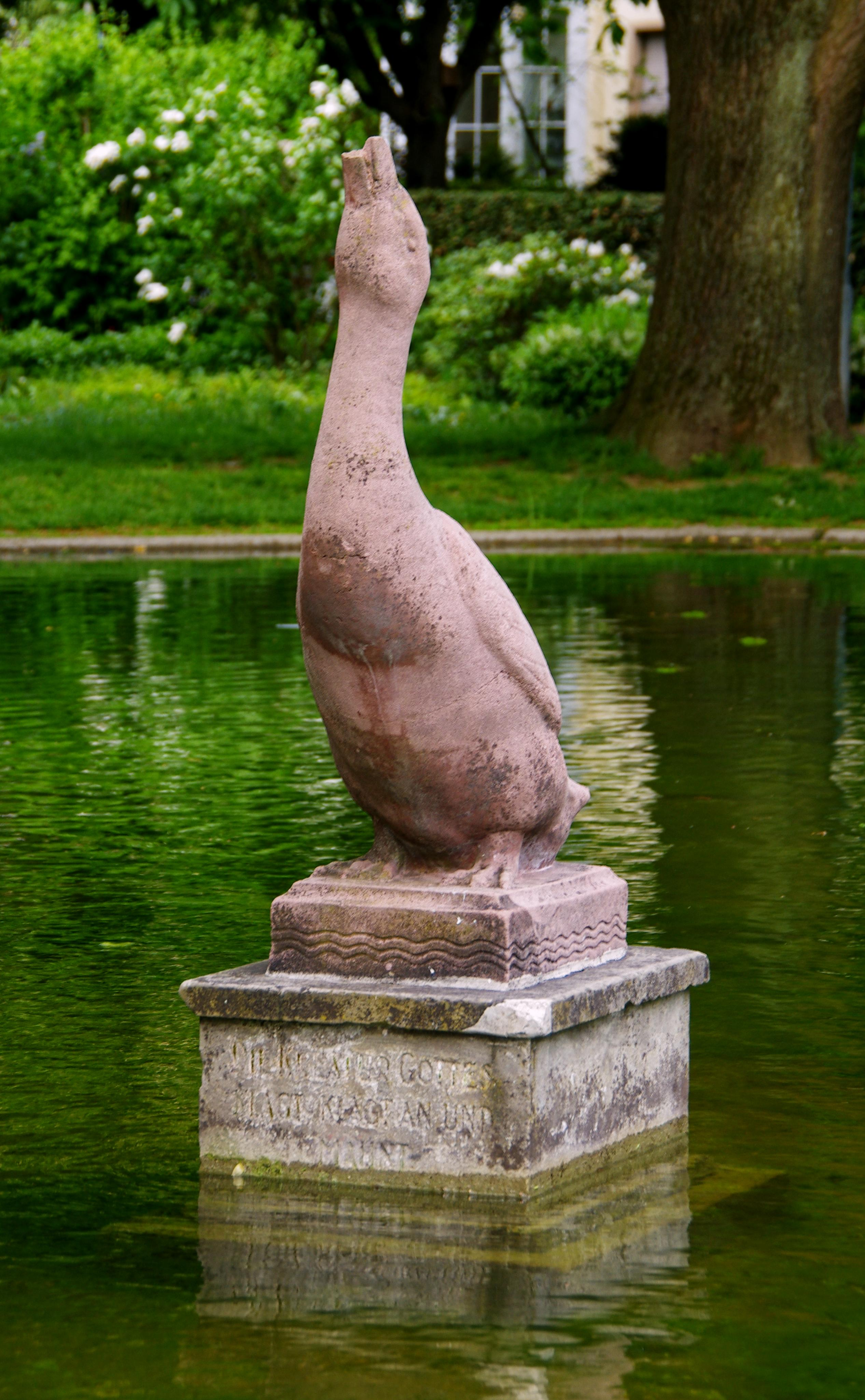
Erpel-Statue im Stadtpark

Die Stadt Freiburg gedenkt des Ereignisses mit einer Kranzniederlegung und Veranstaltungen.
Zum fünfzigjährigen Gedenken wurde ein Oratorium im Freiburger Münster, eine Gedenkveranstaltung sowie eine Ausstellung des Stadtarchivs durchgeführt. Zum Gedenktag am 27. November 2004 fanden folgende Veranstaltungen statt:
- Fotoausstellung: Operation Tigerfish
- Ausstellung: Luftschutz tut Not
- Filmvorführungen: Bomben auf Freiburg
- Ausstellung: Bildzeichen des Gedenkens
- Gedenkgottesdienst
- Oratorium: De Curru Igneo
- Vortrag: Wie haben Frauen den Krieg an der Heimatfront erlebt?
- Medienausstellung in der Stadtbibliothek am Münsterplatz.

Des Weiteren läutet die Hosanna-Glocke des Freiburger Münsters an jedem Jahrestag zum Zeitpunkt des Angriffes.

### Sonstiges Gedenken
Zum fünfzigsten Jahrestag gaben die Stadt Freiburg und die Sparkasse Freiburg eine Gedenkmedaille heraus, die auf der Rückseite ein Abbild der Erpel-Statue im Stadtpark zeigt.
Zum siebzigsten Jahrestag 2014 wurde von Carola Schark im Auftrag der Stadt Freiburg das Gedenkbuch Dem Vergessen entreißen mit vielen Einzelschicksalen von Bombenopfern herausgegeben.

## Rezeption
Der Komponist Julius Weismann verarbeitete in seinem Chorwerk mit Soli und Orchester Der Wächterruf op. 151 (1946–1949) neben dem „grauenvolle[n] Geschehen des letzten Jahrzehnts“ die Zerstörung seiner Heimatstadt Freiburg.

„Ganz Freiburg, das einmal geblüht und geleuchtet hatte, bestand nur noch aus Trümmern, aus Brandgeschmack und Schornsteinstümpfen. Die Stadt war richtig niedergebrannt, wie im Dreißigjährigen Krieg“

„War drei Tage in Freiburg; ¹/3 der schönen Stadt, die ganze Innenstadt ist ein Klumpen, die Straßen schon (aber nicht alle) freigelegt. – Kirchen, Theater, Universität alles hin oder fast hin. Schauerlich toter Anblick; zwischen den Ruinen liegen oft Kränze öfter auch Kreuze mit Inschriften, – Menschen, die da verschüttet sind.“

## Filmografie
- Bomben auf Freiburg. Dokumentarfilm, 63 min. Regie: Dirk Adam und Hans-Peter Hagmann. Deutschland 2004
- Zerstörung, Wiederaufbau, Alltag: Freiburg 1940–1950. Neubearbeiteter Dokumentarfilm v. Rudolf Langwieler, 38 min. Deutschland 2010
- Freiburg unter Trümmern. Gesichter und Geschichten einer versehrten Stadt, 195 min. Filmische Produktion des Seminarkurses 2015/2016 des Friedrich-Gymnasium Freiburg.[60]